# 1905 في المملكة المتحدة
فيما يلي قوائم الأحداث التي وقعت خلال عام 1905 في المملكة المتحدة.

## سياسة

### تعيين في المنصب
- 2 فبراير – جون أدريان لويس هوب وزير الدولة لشؤون اسكتلندا [الإنجليزية]‏.
- 5 ديسمبر – هنري كامبل بانرمان رئيس وزراء المملكة المتحدة.
- 10 ديسمبر – ديفيد لويد جورج رئيس مجلس التجارة [الإنجليزية]‏.
- 10 ديسمبر – هربرت أسكويث مستشار الخزانة.

### انتهاء فترة المنصب
- 4 ديسمبر – أوستن شامبرلين مستشار الخزانة.
- 4 ديسمبر – جون أدريان لويس هوب وزير الدولة لشؤون اسكتلندا [الإنجليزية]‏.
- 5 ديسمبر – آرثر جيمس بلفور رئيس وزراء المملكة المتحدة.
- 5 ديسمبر – هنري كامبل بانرمان زعيم معارضة.

## رياضة
- 1 يناير – بطولة ويمبلدون 1905

## كتب
من الكتب التي صدرت هذه السنة في المملكة المتحدة:
- 1 يناير – الأميرة الصغيرة من تأليف فرانسيس هودسون برنيت.
- 1 يناير – عودة شيرلوك هولمز من تأليف آرثر كونان دويل.

## مواليد

### يناير
- 28 يناير – بيغي ميشل لاعبة كرة مضرب من المملكة المتحدة.

### فبراير
- 25 فبراير – إيرني آيزارد
- 26 فبراير – روبرت بايرون كاتب بريطاني.

### مارس
- 18 مارس – روبرت دونات ممثل بريطاني.
- 20 مارس – رايموند كاتل بَريطانِيِّ نفساني.

### مايو
- 12 مايو – آرثر آربري
- 22 مايو – توم دريبرغ
- 29 مايو – سيباستيان شو

### يوليو
- 12 يوليو – جون أمير المملكة المتحدة

### أغسطس
- 23 أغسطس – فيليس مدفورد كينغ لاعبة كرة مضرب من المملكة المتحدة.

### سبتمبر
- 20 سبتمبر – والتر ديك لاعب كرة قدم أمريكي.
- 30 سبتمبر – مايكل باول
- 30 سبتمبر – نيفيل موت

### أكتوبر
- 2 أكتوبر – رالف وليامز
- 4 أكتوبر – ليزلي ميتشيل ممثل من المملكة المتحدة.

### نوفمبر
- 8 نوفمبر – كونراد هال وادينجتون
- 10 نوفمبر – لويس هارولد غراي فيزيائي بريطاني.

### ديسمبر
- 1 ديسمبر – قاي هولمز لاعب كرة قدم إنجليزي.
- 11 ديسمبر – أرسكين تشايلدرز هاميلتون سياسي أيرلندي.
- 14 ديسمبر – جوني هيل ملاكم من المملكة المتحدة.
- 15 ديسمبر – ديك وليامز لاعب كرة قدم من المملكة المتحدة.

## وفيات

### مايو
- 6 مايو – روبرت جورج وينهام هربرت (مواليد 1831) سياسي من المملكة المتحدة.

### يونيو
- 3 يونيو – هدسون تايلور (مواليد 1832)
- 27 يونيو – هارولد ماهوني (مواليد 1867) لاعب كرة مضرب أيرلندي.

### يوليو
- 11 يوليو – وليم موير (مواليد 1819) مؤرخ من المملكة المتحدة.

### أغسطس
- 21 أغسطس – إدموند إيفانز (مواليد 1826) رسام من المملكة المتحدة.

### أكتوبر
- 13 أكتوبر – هنري إيرفينغ (مواليد 1838)
- 27 أكتوبر – رالف كوبلاند (مواليد 1837) عالم فلك بريطاني.